# Anne-Lise Bailly
Anne-Lise Bailly (* 3. Mai 1983) ist eine ehemalige französische Biathletin und Skilangläuferin.
Zwischen 2000 und 2004 nahm Anne-Lise Bailly an fünf aufeinander folgenden Juniorenweltmeisterschaften teil. Abgesehen von zwei Rennen 2001 in Chanty-Mansijsk erreichte sie durchweg Top-25-Resultate, bei den drei letzten Weltmeisterschaften war sie immer besser als Rang 20. 2002 mit den Rängen sechs und acht in Sprint und Verfolgung in Ridnaun sowie 2004 in Haute-Maurienne als Siebte und Neunte in Sprint und Verfolgung erreichte sie Top-Ten-Platzierungen. Zudem gewann sie 2004 mit Célia Bourgeois und Pauline Jacquin im Staffelrennen die Bronzemedaille, die sie im Jahr zuvor in Kościelisko als Viertplatzierte noch knapp verpasst hatte. Besonders erfolgreich war Bailly bei den Juniorinnenrennen der Europameisterschaften 2001. In Haute-Maurienne gewann sie vor Tatjana Moissejewa und Delphine Peretto den Titel im Einzel. Im Staffelrennen gewann sie zudem als Schlussläuferin mit Peretto und Bourgeois die Bronzemedaille. 2003 erreichte sie in Forni Avoltri in allen vier Rennen Platzierungen zwischen den Rängen sechs und acht. 2002 gewann sie in Windischgarsten mit einem Verfolgungsrennen ein Rennen des Junioren-Europacups und erreichte bis 2004 weitere sechs Podiumsplatzierungen. In der Gesamtwertung der Saison 2002/03 belegte sie den zweiten Rang hinter Delphyne Peretto.
Ihr Debüt bei den Frauen im Leistungsbereich gab Bailly 2004 im Europacup in Obertilliach und gewann als 23. sofort Punkte. Beim nächsten Rennen, einem Sprint, verpasste sie als Elfte knapp die Top Ten und erreichte zugleich ihr bestes Ergebnis in der Rennserie. Im nächsten Jahr folgte in Ruhpolding das Debüt im Biathlon-Weltcup. Das erste Sprintrennen beendete sie als 72., mit Florence Baverel-Robert, Pauline Jacquin und Delphine Peretto wurde sie zudem Achte mit der französischen Staffel, in der sie an dritter Stelle zum Einsatz kam. Mit zwei Strafrunden verhinderte sie eine bessere Platzierung der Staffel. In Antholz folgten drei weitere Weltcup-Rennen. Mit ihrer besten Leistung, einem 56. Platz im Sprint, qualifizierte sie sich zum einzigen Mal für ein Weltcup-Verfolgungsrennen, das sie als überrundete Läuferin nicht beenden konnte.
Nachdem sie sich nicht auf Dauer im französischen Nationalteam etablieren konnte, wechselte Bailly 2005 zum Skilanglauf. In ihrer ersten Saison 2005/06 bestritt sie ausnahmslos Rennen im Skilanglauf-Alpencup, einzig beim Saisonhöhepunkt, der Militär-Skiweltmeisterschaft 2006 in Andermatt, bestritt sie andere Rennen und wurde Achte über 10 Kilometer Freistil. Im Dezember 2006 bestritt Bailly in La Clusaz über 15 Kilometer Freistil ihr einziges Rennen im Skilanglauf-Weltcup, das sie als 55. beendete. Zwischen 2007 und 2009 startete sie wiederum fast nur bei nationalen und FIS-Rennen in den USA. 2007 in Steamboat Springs und 2008 in Red River gewann sie FIS-Rennen, in weiteren zehn Rennen erreichte sie das Podium. Bei US-Meisterschaften 2008 in Bozeman erreichte sie über 5 Kilometer Freistil den dritten Platz.
Anne-Lise Bailly ist die jüngere Schwester der weitaus erfolgreicheren Biathletin Sandrine Bailly. Sie ist mit dem Club Ski Nordique La Féclaz verbunden.

## Biathlon-Weltcup-Platzierungen
| Platzierung         | Einzel | Sprint | Verfolgung | Massenstart | Staffel | Gesamt |
| ------------------- | ------ | ------ | ---------- | ----------- | ------- | ------ |
| 1. Platz            |        |        |            |             |         |        |
| 2. Platz            |        |        |            |             |         |        |
| 3. Platz            |        |        |            |             |         |        |
| Top 10              |        |        |            |             | 1       | 1      |
| Punkteränge         |        |        |            |             | 1       | 1      |
| Starts              | 1      | 2      | 1          |             | 1       | 5      |
| Stand: Karriereende |        |        |            |             |         |        |

## Einzelbelege
1. ↑  Liste der Gesamt-Europacupsieger (Memento vom 11. Februar 2011 im Internet Archive)
2. ↑  Club Ski Nordique La Féclaz – Revue 2014 (französisch)

| Personendaten    | Personendaten                               |
| ---------------- | ------------------------------------------- |
| NAME             | Bailly, Anne-Lise                           |
| ALTERNATIVNAMEN  | Bailly, Anne Lise                           |
| KURZBESCHREIBUNG | französische Biathletin und Skilangläuferin |
| GEBURTSDATUM     | 3. Mai 1983                                 |